# 居登王
居登王（谥号道王）（?—259年9月17日），金官伽耶（駕洛国）第2代王（在位:199年 - 259年）。父首露王、母为許黄玉。其父十子之一。王妃慕贞（泉府卿申辅女），子第3代王麻品王。199年（汉献帝建安四年）己卯三月□十三日即位。253年（曹芳嘉平五年癸酉）九月十七日崩。